# Michael Shermer
Michael Brant Shermer, né le 8 septembre 1954 à Glendale, est un journaliste scientifique et un historien des sciences américain. Fondateur et président de The Skeptics Society, il est également rédacteur en chef du magazine Skeptic. Il tient une rubrique sceptique régulière dans Scientific American. Il est aussi co-présentateur et producteur de l'émission Exploring the Unknown.

## Biographie
Jeune, Michael Shermer vise une carrière professionnelle dans le baseball mais subit une blessure du dos qui empêche toute évolution dans cette direction. Il lit alors beaucoup et se découvre une passion pour la religion et la théologie. Il sort diplômé de l'université de Pepperdine en 1976, et poursuit des études en psychologie à l'université d'État de Californie à Fullerton qu'il achève en 1978.

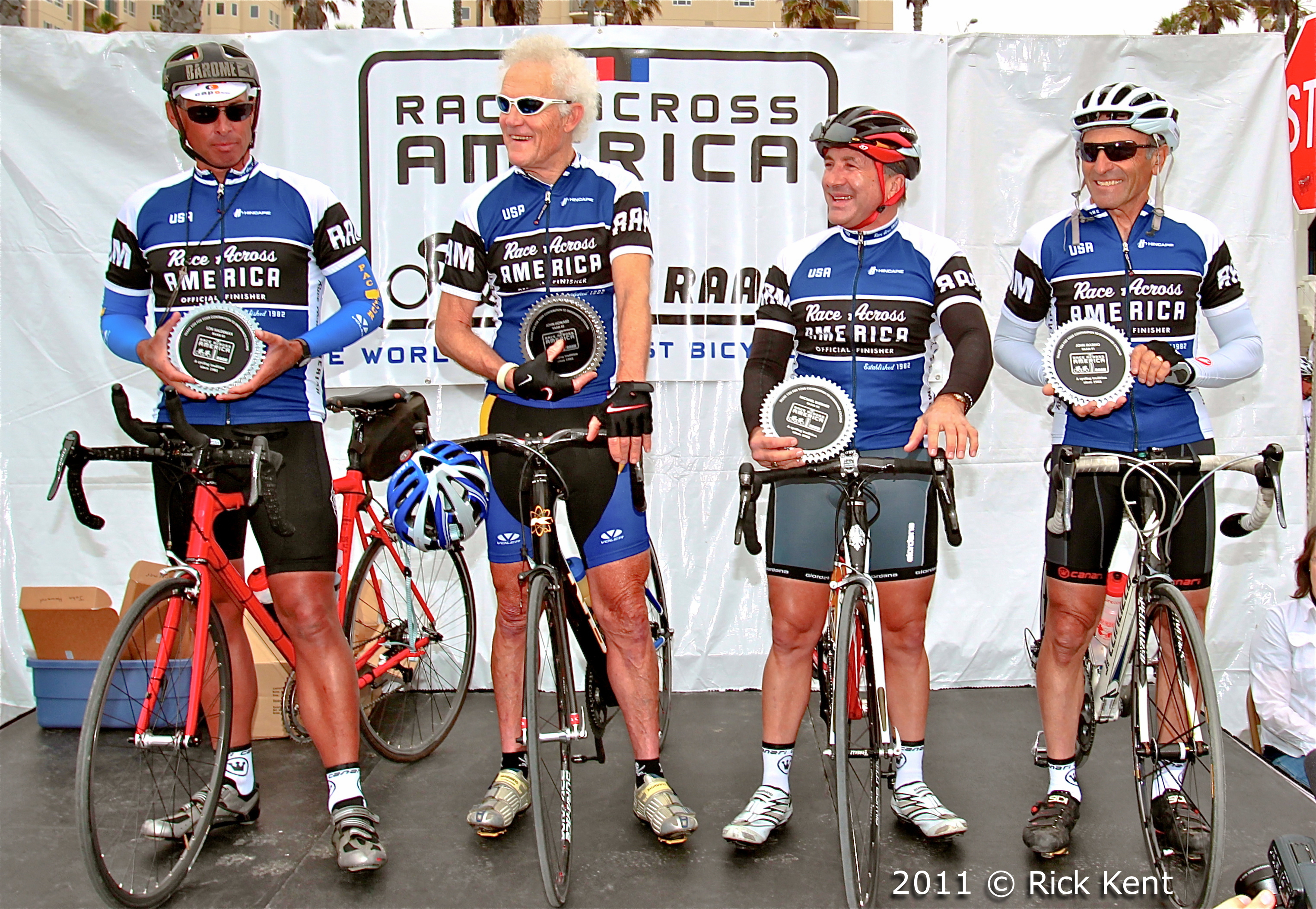
4 coureurs originaux de la course Race Across America (Lon Haldeman, John Howard, Michael Shermer, John Marino) en 2011.

Après ses études, il poursuit sa passion pour le cyclisme et cofonde la course Race Across America (RAAM) à laquelle il participe (arrivé 3e pour une traversée en dix jours).
En 1992, il fonde le magazine Skeptic qui démarre avec une diffusion de 1 000 exemplaires (40 000 exemplaires en 2001, ainsi que (12 000 inscrits à la newsletter par email).
Michael Shermer est l'auteur de nombreux ouvrages sur la science, le scepticisme scientifique et la pensée critique. Il est pour cela parfois qualifié de debunker. Il s'intéresse à la science comme une psychologie de la croyance, et s'appuie sur la psychologie sociale pour analyser les mécanismes des systèmes de croyances. 
En janvier 2019, il publie son dernier article dans le magazine Scientific American dans lequel il élabore le concept d'«humanisme scientifique». En août 2019, une de ses interventions dans une université américaine est annulée à la suite de la circulation de rumeurs de harcèlement sexuel sur son compte.
Pour le 150e anniversaire de la publication de L'Origine des espèces de Darwin, il analyse les raisons pour lesquelles certains n'adhèrent pas au darwinisme.

## Autres fonctions
- Presidential Fellow à l'université Chapman

## Publications
- The Borderlands of Science: Where Sense Meets Nonsense, 2001  (ISBN 0-19-514326-4)
- Why People Believe Weird Things: Pseudoscience, Superstition, and Other Confusions of Our Time (2nd Revised edition), 2002  (ISBN 0-8050-7089-3)
- The Skeptic Encyclopedia of Pseudoscience (en) (éditeur), ABC-CLIO, 2002
- The Moral Arc (en): How Science and Reason Lead Humanity toward Truth, Justice, and Freedom, 2015  (ISBN 978-0805096910)